# Grönpannad smaragd
Grönpannad smaragd (Ramosomyia viridifrons) är en fågel i familjen kolibrier.

## Utbredning och systematik
Fågeln förekommer i södra Mexiko och delas in i tre underarter med följande utbredning:
- Ramosomyia viridifrons viridifrons – centrala Guerrero till västra Oaxaca
- Ramosomyia viridifrons villadai – sydöstra Oaxaca och Chiapas
- Ramosomyia viridifrons wagneri – centrala och södra Oaxaca

Underarten wagneri har av vissa urskilts som egen art.

### Släktestillhörighet
Arten placeras traditionellt i släktet Amazilia, men genetiska studier visar att arterna i släktet inte står varandra närmast. Den flyttades därför till ett eget släkte tillsammans med de nära släktingarna violettkronad smaragd och brunsidig smaragd. BirdLife International och IUCN har dock valt att istället expandera släktet Amazilia.

## Status
IUCN bedömer hotstatus för wagneri och övriga underarter var för sig, båda som livskraftiga.

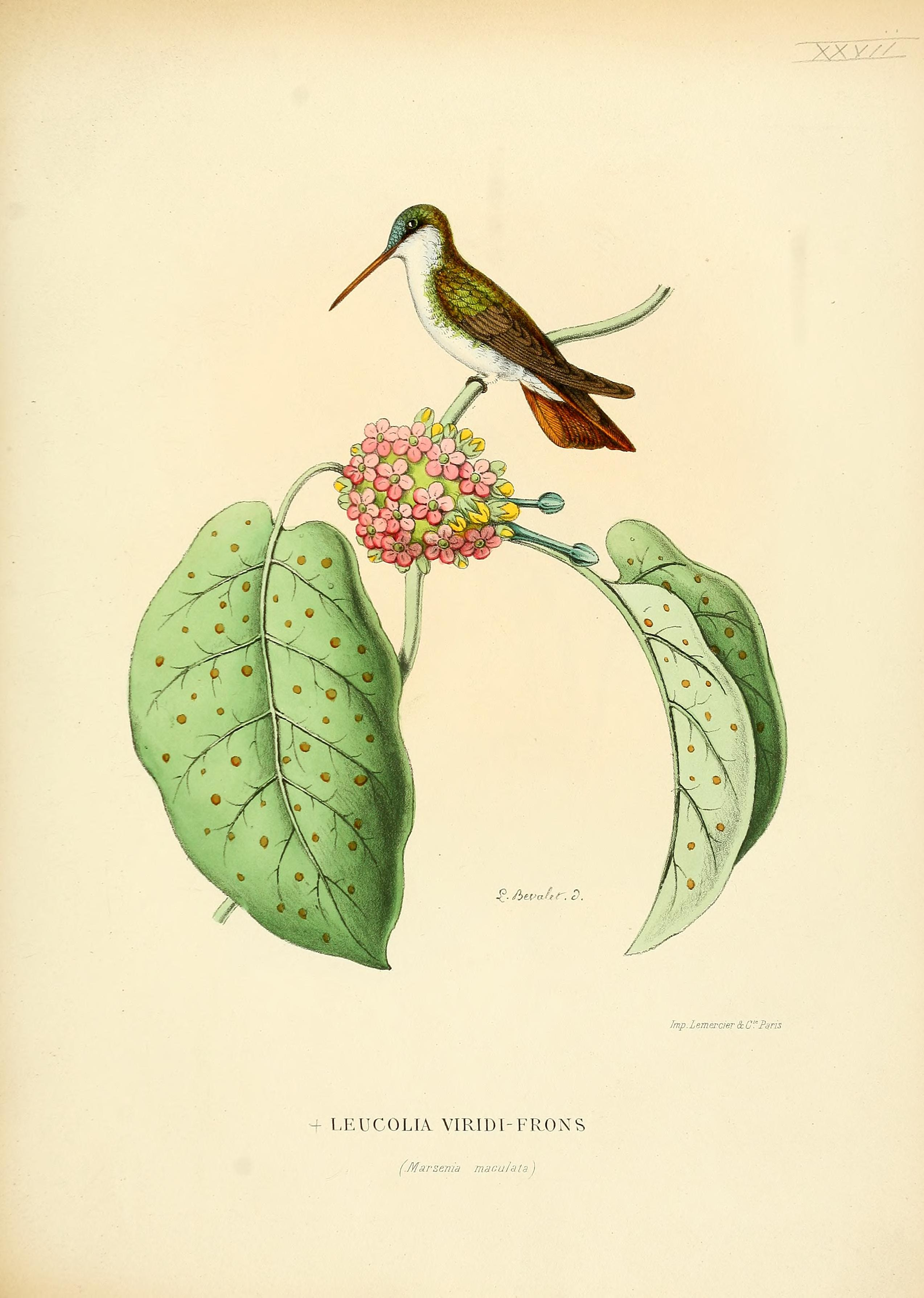